# Not Like That
Not Like That è il terzo singolo estratto dell'album Headstrong di Ashley Tisdale.

## Tracce[1]
1. Not Like That - 3:02
2. He Said She Said - 3:38 (Jack D. Elliot Radio Mix)
3. Be Good to Me - 6:16 (Jack D. Elliot Mix)
4. Not Like That (multimedia track)

## Classifiche
| Classifica (2008) | Posizione massima |
| ----------------- | ----------------- |
| Austria           | 31                |
| Europa            | 68                |
| Germania          | 20                |
| Repubblica Ceca   | 52                |
| Svizzera          | 27                |